# Nachal Chulda
Nachal Chulda (hebrejsky: נחל חולדה) je vádí na pomezí pahorkatiny Šefela a pobřežní nížiny v Izraeli.
Začíná v nadmořské výšce okolo 100 metrů v prostoru vesnice Chulda, poblíž dálnice číslo 44. Směřuje pak k západu zemědělsky využívanou mírně zvlněnou krajinou, přičemž podchází železniční trať Tel Aviv-Jeruzalém, těleso dálnice číslo 6 a železniční trať Tel Aviv-Beerševa. Jižně od města Mazkeret Batja ústí zleva do vádí Nachal ha-Šloša.